# Gauchinho
Paulo Roberto Junges, plus connu sous le nom de Gauchinho (né le 7 mai 1976 à Selbach, Brésil) est un footballeur brésilien qui évoluait au poste d'attaquant. Il est désormais entraîneur.

## Biographie
Gauchinho évolue au Brésil, au Paraguay, au Mexique, et en Équateur.
En 1999, il est demi finaliste de la Copa Libertadores avec le club paraguayen de Cerro Porteño. Il termine meilleur buteur de la compétition avec 6 buts. 
La même année, il est meilleur buteur du championnat du Paraguay avec 22 buts.